# Rejon kiemski

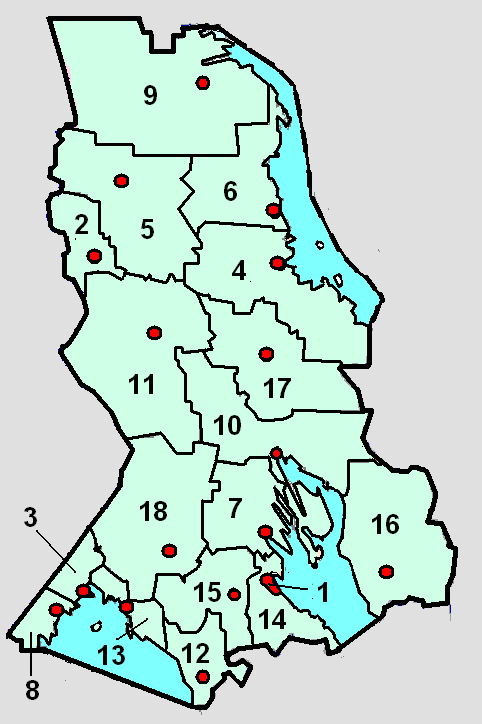
Podział administracyjny Karelii. Rejon kiemski oznaczony numerem 6.
Czerwony punkt na terenie rejonu pokazuje lokalizację ośrodka administracyjnego

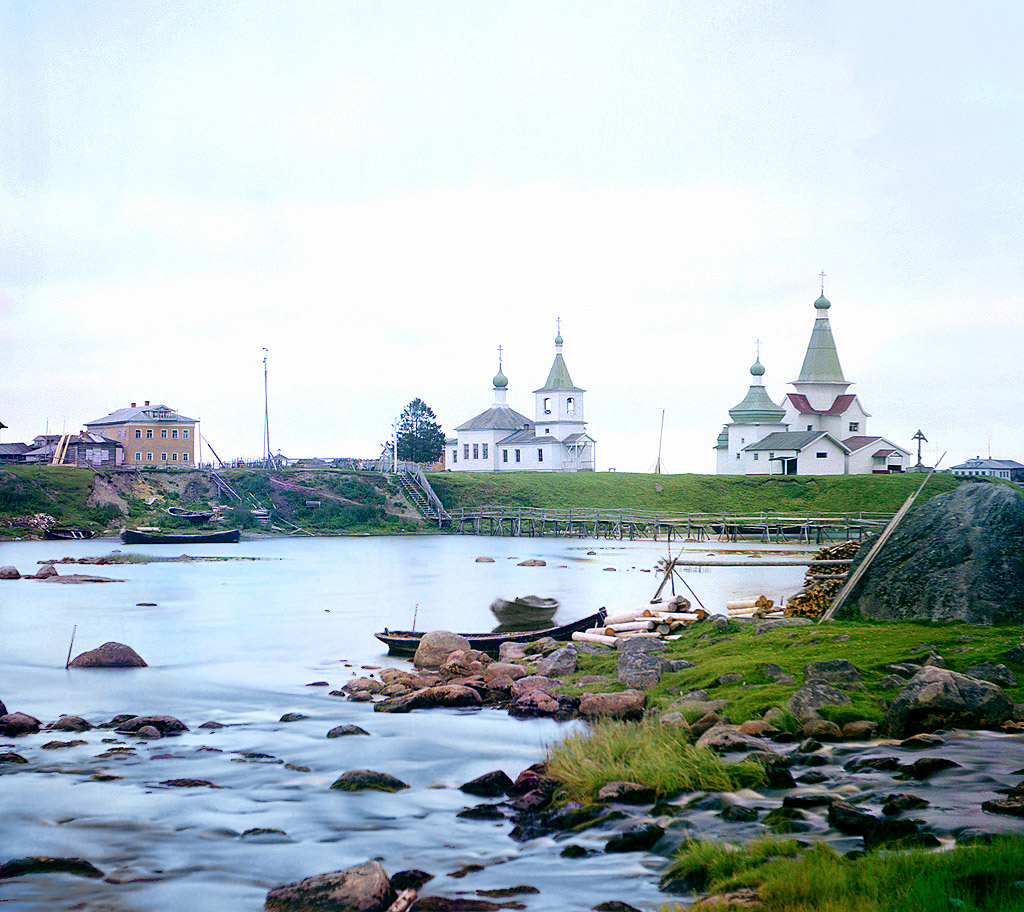
stolica rejonu – Kiem na początku XX w.

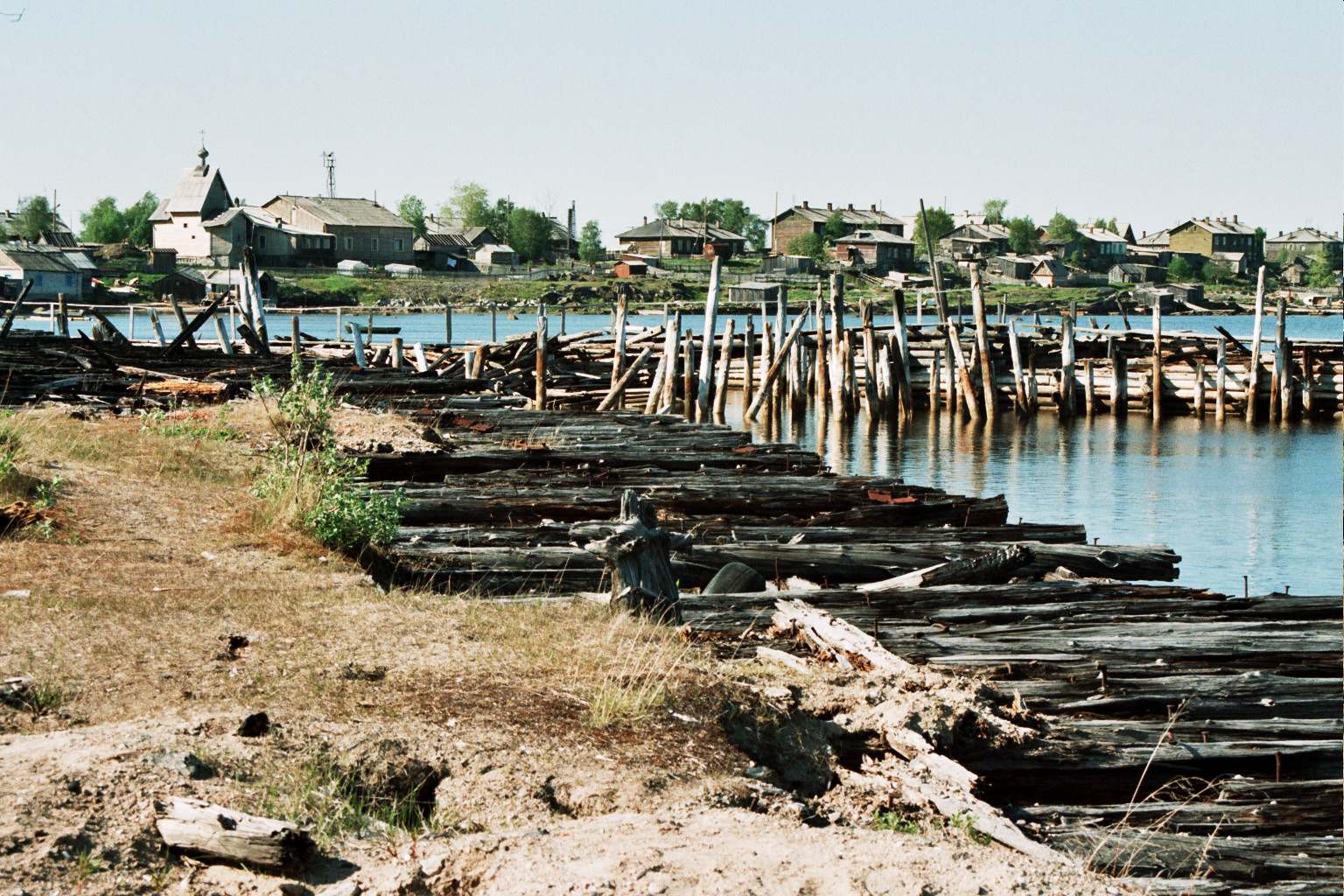
port w stolicy rejonu – Kiemie

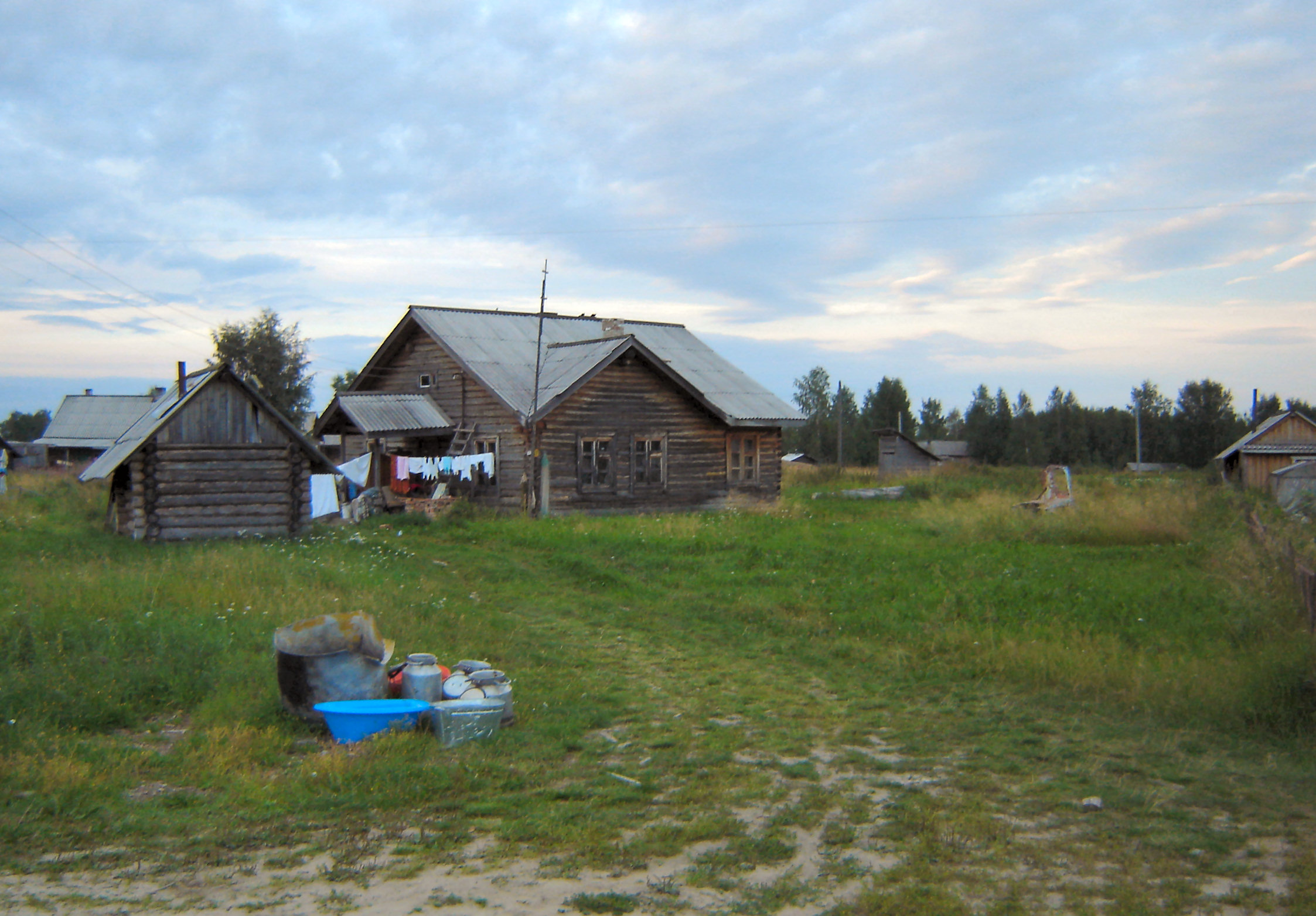
typowa wieś karelska

Rejon kemski (ros.  Кемский район ) – rejon w północno-zachodniej Rosji, wchodzący w skład rosyjskiej Republiki Karelii.

## Położenie
Rejon kiemski leży na północnym wschodzie Karelii, nad Morzem Białym.

## Powierzchnia
Rejon ma powierzchnię 8,03 tys. km². Cały obszar rejonu stanowi równina, której większość pokrywa tajga – lasy iglaste złożone głównie z gatunków iglastych: sosny z domieszką świerku. Na terenie tym znajdują się liczne jeziora i rzeki, z których największą jest Kiem. Część obszaru rejonu stanowią rozległe bagna i torfowiska.

## Ludność
Rejon zamieszkany jest przez 19.952 osób (2005 r.), głównie Rosjan, a także przez rdzennych mieszkańców Karelii – Karelów (którzy przeważają liczebnie na obszarach wiejskich). Kilkuprocentowy udział w populacji mają też dwie inne napływowe nacje: Ukraińcy i Białorusini.
Tylko 5.833 mieszkańców rejonu zamieszkuje na wsiach, stąd ludność miejska stanowi 70% ogółu ludności.
W ostatnich latach populacja rejonu, tak jak populacja całej Karelii zmniejsza się w wyniku emigracji ludności do większych miast w Rosji w poszukiwaniu pracy oraz niskiego przyrostu naturalnego. Ponieważ wyjeżdżają głównie ludzie młodzi, średnia wieku mieszkańców rejonu jest wysoka, i wynosi ponad 40 lat dla kobiet i ok. 35 dla mężczyzn, przy czym na wsiach jest ona o ok. 5 lat wyższa niż w ośrodkach miejskich.
Średnia gęstość zaludnienia na terenie rejonu wynosi 2,5 os./km², jednak dane zawyża znacznie miasto Kiem, gdzie wynosi ona blisko 680 os./km²; poza miastem gęstość zaludnienia wynosi poniżej 1 os./km²

## Miasto i ośrodek administracyjny
Jedynym miastem na terenie rejonu kiemskiego jest skupiający 70% mieszkańców rejonu Kiem, w którym zamieszkuje 14.119 osób (2005 r.). Jest on zarazem stolicą tej jednostki administracyjnej.

## Gospodarka
Gospodarka rejonu, podobnie jak gospodarka całej Karelii po rozpadzie ZSRR pogrążona jest w kryzysie.
Podstawowymi źródłami utrzymania dla mieszkańców rejonu zamieszkałych poza ośrodkiem administracyjnym jest pozyskiwanie drewna dla potrzeb przemysłu, chów zwierząt, a także myślistwo i rybołówstwo, głównie morskie, ale także i śródlądowe.
Uprawa roli z powodów klimatycznych nie odgrywa praktycznie żadnego znaczenia, uprawiane są w niewielkich ilościach, dla zaspokojenia części lokalnych potrzeb jedynie odporne na złe warunki, szybko rosnące warzywa oraz zboża: jęczmień, rzadziej żyto, także w niewielkich ilościach.
W Kiemie największa liczba osób znajduje zatrudnienie w sferze szeroko rozumianych usług, w mieście znajduje się przemysł drzewny i celulozowo-papierniczy, a także energetyczny i związany z przetwórstwem rybnym. Również i w innych większych ośrodkach osadniczych znajduje się niewielki przemysł drzewny oraz małe zakłady przemysłu spożywczego (jak piekarnie czy masarnie), zatrudniające kilka-kilkanaście osób, produkujące na potrzeby rynku lokalnego.

## Bogactwa naturalne
Rejon kiemski nie posiada większych złóż surowców naturalnych. Poza drewnem jedynymi bogactwami pozyskiwanymi w rejonie są gliny i kamienie wykorzystywane w przemyśle budowlanym oraz torf.

## Klimat
Na terenie rejonu panuje klimat umiarkowany chłodny, typu morskiego i przechodniego.
Lato jest krótkie i dość chłodne, zwłaszcza na wybrzeżu, zima – długa i raczej zimna.
Średnia roczna temperatura powietrza wynosi poniżej 3°. Średnia temperatura najchłodniejszego miesiąca – lutego wynosi -10 °C ÷ -12 °C, zaś najcieplejszego – czerwca – ok. +15 °C ÷ +16 °C. Okres bez przymrozków wynosi ok. 100 dni, dłużej trwa on na wybrzeżu, krócej w głębi lądu.